# アラコウモリ科
アラコウモリ科（Megadermatidae）は哺乳綱翼手目の科。

## 特徴
食性は肉食または昆虫食性。大きな耳を持ち、尾はない。

## 現生種
川田ほか（2018）による。
- Cardioderma　アフリカアラコウモリ属
  - Cardioderma cor　アフリカアラコウモリ
- Lavia キバネアラコウモリ属
  - Lavia frons　キバネアラコウモリ
- Macroderma　オーストラリアオオアラコウモリ属
  - Macroderma gigas　オーストラリアオオアラコウモリ
- Megaderma　アラコウモリ属
  - Megaderma lyra　オオアラコウモリ
  - Megaderma spasma　コアラコウモリ